# 아이르톤 프레시아도
에두아르 아이르톤 프레시아도 가르시아(스페인어: Eduar Ayrton Preciado García, 1994년 7월 17일 ~ )는 에콰도르의 축구 선수로 현재 에콰도르 세리에 A의 과야킬 시티에서 공격수로 활약하고 있다.